# Buellia vilis
Buellia vilis är en lavart som beskrevs av Th. Fr. Buellia vilis ingår i släktet Buellia och familjen Physciaceae.  Arten är reproducerande i Sverige. Inga underarter finns listade i Catalogue of Life.